# Roberto García (futbolista)
Roberto García (26 de mayo de 1975 en Guadalajara, Jalisco, México) es un futbolista mexicano retirado que jugaba en la posición de delantero. Surgió de las fuerzas básicas del Club Deportivo Guadalajara y participó en la Copa Mundial de Fútbol Sub-17 de 1991, anotando el único gol del equipo mexicano en el encuentro frente a Congo.